# Quint Corneli Màxim
Quint Corneli Màxim (en llatí Quintus Cornelius Maximus) va ser un jurista romà, contemporani de Servi Sulpici i mestre de Gai Trebaci Testa, al segle i aC.
Era amic de Ciceró. El menciona Publi Alfè Var, que diu que va donar alguns dictàmens jurídics, afegits al Digest.